# Park Eun-chul
Park Eun-chul (박은철) est un lutteur sud-coréen spécialiste de la lutte gréco-romaine, né le 18 janvier 1981 à Cheongju, en Corée du Sud. Il est particulièrement reconnu pour ses performances aux Jeux olympiques et lors des Championnats du monde de lutte, où il a marqué l’histoire de la lutte coréenne. Il est également connu pour sa forte ténacité sur le tapis et ses réussites internationales.

## Carrière

### Débuts en lutte
Park Eun-chul a commencé sa carrière de lutteur dès son plus jeune âge. En grandissant en Corée du Sud, il a été encouragé à pratiquer des sports de combat, une discipline populaire dans le pays, et plus particulièrement la lutte gréco-romaine, où il a trouvé sa spécialité.

### Jeux Olympiques
Lors des Jeux olympiques de 2008, Park Eun-chul a connu l'aboutissement de ses efforts avec une brillante médaille de bronze dans la catégorie des -55 kg. Cette médaille a été un moment marquant pour la Corée du Sud, puisqu'elle a confirmé l'excellence de la lutte gréco-romaine du pays sur la scène mondiale. En finale, il a affronté certains des meilleurs lutteurs de sa catégorie et a montré une grande maîtrise technique et tactique pour décrocher la médaille.

### Championnats du monde
Park a également connu un grand succès aux Championnats du monde de lutte. En 2007, il a remporté la médaille d'argent dans sa catégorie, une performance qui a consolidé son statut parmi les meilleurs lutteurs mondiaux. Il a fait preuve d'une grande résilience et de stratégie lors de ses combats, se battant contre des adversaires redoutables pour obtenir une place sur le podium.

### Championnats d'Asie
Sur la scène asiatique, Park Eun-chul a également été couronné champion, remportant la médaille d'or aux Championnats d'Asie de lutte dans la catégorie des -55 kg. Il a rivalisé avec d'autres lutteurs d'élite du continent, montrant sa force et son habileté exceptionnelles.

## Style de lutte
Park Eun-chul est un spécialiste de la lutte gréco-romaine, une discipline qui privilégie l’utilisation du haut du corps pour contrôler l’adversaire. Sa technique est marquée par sa grande capacité à utiliser des prises de bras, à maîtriser les positions sur le tapis, et à imposer un rythme rapide dans ses combats. Sa préparation physique et mentale lui permet de rivaliser contre les lutteurs les plus expérimentés, ce qui explique ses nombreux succès.

## Palmarès

### Jeux Olympiques
- Médaille de bronze en lutte gréco-romaine aux Jeux olympiques d'été de 2008 dans la catégorie des -55 kg[1].

### Championnats du monde
- Médaille d'argent en 2007 aux Championnats du monde de lutte dans la catégorie des -55 kg[2].

### Championnats d'Asie
- Médaille d'or aux Championnats d'Asie de lutte[3].